# Manicoré
Manicoré est une municipalité brésilienne de l'État d'Amazonas dans la microrégion du Madeira.

## Localités
- Santo Antônio de Matupi